# 1,10-Dibromodecano
1,10-Dibromodecano é um composto químico organobromado de formulação C10H20Br2.